# Федоровка (Великоберезниківський район)
Фе́доровка (рос. Фёдоровка, ерз. Федоровка) — присілок у складі Беликоберезниківського району Мордовії, Росія. Входить до складу Мар'яновського сільського поселення.

## Населення
Населення — 32 особи (2010; 67 у 2002).
Національний склад (станом на 2002 рік):
- росіяни — 100 %